# Роберт Фрейзер
Роберт Фрейзер (англ. Robert Frazer; уроджений Роберт Вільям Браун, 29 червня 1891, Вустер, штат Массачусетс — 17 серпня 1944, Лос-Анджелес, штат Каліфорнія) — американський актор, який з'явився в 224 фільмах (включаючи короткометражні) почанаючи з 1910-х років.
Він почав в фільмах з компанією «Eclair», яка працювала на технічній базі компанії «Universal».
Спочатку деякий час виступав у театрі, але потім почав зніматися у німих фільмах. Першою помітною роллю став Ісус Христос у фільмі 1912 року «Святе місто», і в тому ж році зіграв головну роль в фільмі «Робін Гуд».

## Вибрана фільмографія
- 1912 — Робін Гуд
- 1924 — Зламані бар'єри
- 1925 — Чародійка
- 1925 — Розкішна дорога
- 1932 — Білий зомбі
- 1932 — Убивство короля
- 1942 — Чорні дракони
- 1943 — Незнайомець з Пекоса
- 1944 — Капітан Америка
- 1944 — Законники